# Жубанов, Ахмет Куанович
Ахме́т Куанович Жуба́нов (каз. Жұбанов Ахмет Қуанұлы; 29 апреля 1906, Темирский уезд, Уральская область — 30 мая 1968, Алма-Ата) — советский и казахский музыковед, композитор, дирижёр, народный артист Казахской ССР (1944), академик АН Казахской ССР (1946), профессор (1948). Младший брат советского казахстанского филолога, тюрколога и профессора Кудайбергена Жубанова.

## Биография
Родился 29 апреля 1906 года в урочище Косуактам (ныне — Мугалжарский район Актюбинской области). Происходит из рода шекти племени алимулы Младшего жуза.
Отец будущего композитора Куан был просвещённым человеком в ауле. К тому же, общаясь с русскими крестьянами из Воронежа, Курска, Тамбова, Харькова, которые с 1870 года стали обосновываться на постоянное жительство под Актюбинском, он научился говорить и читать по-русски. Отец Жубанова мечтал дать образование своим детям. Много сил было приложено им для открытия в его ауле школы, куда он отвел семилетнего Ахмета. В 1918 году Жубанов оканчивает двухгодичную русскую школу в Журыне и затем, после учёбы на курсах по подготовке учителей, работает в городе Темире. Но ни на минуту юноша не забывает о музыке, самостоятельно изучает теорию и музыкальную грамоту, играет в самодеятельном оркестре народных инструментов. Годы, проведенные Жубановым в Актюбинске, были особенно важными в его жизни. Здесь он учится игре на скрипке у ссыльного учителя музыки из Воскресенска Петра Георгиевича Чернюка.
Большое впечатление произвела на Жубанова вышедшая тогда книга А. В. Затаевича «1000 песен казахского народа». «Я узнал множество всевозможных легенд о песнях, собранных Затаевичем, и о человеке, который умел читать эти, похожие на мышиные следы, начертания звуков и загорелся желанием стать таким же специалистом в области музыки, как Затаевич. Чернюк горячо и искренне поддержал это мое стремление. Моё заочное знакомство с А. В. Затаевичем через его сборник казахских песен на девяносто процентов решило направление моей дальнейшей судьбы», — вспоминал впоследствии композитор.
В 1928 году стал учащимся музыкального техникума им. М. И. Глинки в Ленинграде, где занимается по классу скрипки у опытного педагога А. А. Этигона. Началось время интенсивной учёбы, но юноша не ограничивался только программой среднего учебного заведения, прилагая много усилий для того, чтобы поступить в консерваторию. В стенах техникума Ахмет знакомится с сочинениями русских (Мясковского, Асафьева и других) и зарубежных классиков. Впоследствии талантливого музыканта зачисляют в Ленинградскую консерваторию по классу гобоя.
В 1932 окончил историко-теоретический факультет Ленинградской консерватории.
В 1932 году Жубанов становится аспирантом Академии искусствоведения в Ленинграде, а через год Наркомпросом Казахстана был отозван на работу в Алма-Ату. Вся его последующая творческая жизнь оказалась тесно связанной с зарождением, становлением и развитием новых форм музыкальной культуры в Казахстане. Организаторская и педагогическая деятельность Жубанова началась в 30-е годы, когда в республике открылось первое музыкальное учебное заведение — музыкально-драматический техникум. По инициативе Жубанова при нём был организован научный кабинет, а также экспериментальная мастерская по усовершенствованию народных инструментов. Сюда для работы были приглашены Е. Брусиловский из Ленинграда, Л. Мухитов из Уральской области, М. Букейханов из Кызыл-Орды, мастера по изготовлению музыкальных инструментов братья Романенко и другие.
При техникуме Жубанов создал студенческий ансамбль домбристов, который на Первом Всеказахстанском слете народных талантов в 1934 году продемонстрировал своё искусство. Вскоре Президиум КазЦИК принял постановление о создании на основе ансамбля домбристов оркестра казахских национальных инструментов. Так родился известный всему миру Казахский Государственный оркестр народных инструментов имени Курмангазы, дирижёром и художественным руководителем которого был назначен Ахмет Жубанов (был дирижёром до 1945 года).
В 1935—1937 — художественный руководитель Филармонии им. Джамбула. Также работал заместителем директора по методическую и учебно-воспитательную работе в музыкально-драматическом техникуме. Награжден орденом «Знак Почета» (26 мая 1936; за выдающиеся заслуги в деле развития казахского оперного искусства, казахской музыки, песни и танцев).
Многие годы возглавлял кафедру казахских народных инструментов Алма-Атинской Государственной консерватории, где разработал специальный курс по истории казахской народной музыки. Среди его воспитанников — Нургиса Тлендиев, Шамгон Кажгалиев, Рустембек Омаров и другие.
Научно-исследовательскую, музыкально-общественную, педагогическую деятельность Жубанов успешно сочетал с активным творчеством, внося большой вклад в казахскую профессиональную музыку. Он автор многих произведений различных жанров, получивших признание народа. Среди них симфонические произведения и оперы, камерно-инструментальные и хоровые сочинения, песни и романсы, музыка к драматическим спектаклям и кинофильмам. Композиторской деятельностью Ахмет Жубанов занимается с 1938 года.
Композитор не ограничивался переработкой казахских народных песен. Он переложил для оркестра казахских народных инструментов сочинения русских и зарубежных композиторов-классиков. В 1943 году Казахский оркестр народных инструментов сыграл марш Черномора из оперы Глинки «Руслан и Людмила», «Музыкальный момент» Шуберта в инструментовке Жубанова. В дальнейшем были созданы оркестровка фрагментов оперы Чайковского «Пиковая дама», Римского-Корсакова «Царская невеста», «Прелюдии» и «Крымских эскизов» Спендиярова. Жубанов переложил также для оркестра инструментальные сочинения, песни и хоры Коваля, Покрассов, Чишко, Ревуцкого и других русских и украинских композиторов советского периода. Все это способствовало повышению и совершенствованию исполнительского мастерства музыкантов оркестра. Дальнейший рост этого коллектива, широкая пропаганда творчества композиторов-классиков неотделимы от деятельности и опыта Жубанова. Его традиции стали примером для последующих поколений композиторов и дирижёров.
Композиторская деятельность Жубанова в 1938-40 годах развивалась по двум направлениям — он занимался обработкой народных песен и кюев и писал свои произведения. В 1939 году он создает музыку к пьесе Г. М. Мусрепова «Козы-Корпеш — Баян-Сулу». Совместно с композитором М. Ф. Гнесиным работает над музыкой к фильму «Амангельды». Затем он сочиняет музыку к драматическим спектаклям М. Акынжанова «Исатай-Махамбет», М. О. Ауэзова «Абай». Одно из значительных творений этих лет — музыкальная пьеса «Сары» о жизни и творчестве народного композитора.
К написанию крупных музыкальных сочинений Жубанов пришёл уже с большим творческим багажом, почерпнув из сокровищницы народного наследия те произведения, которые, по его мнению, наиболее удачно звучали в оркестре, не теряя своих красок. Так музыка, написанная к трагедии «Абай» Мухтара Ауэзова, симфоническая поэма «Абай» явились подготовительным этапом к написанию оперы на эту тему. Опера «Абай», написанная Жубановым в творческом соавторстве с композитором Латыфом Хамиди в 1944 году, стала первой пробой пера в этом жанре. Опера «Абай», написанная к 100-летию со дня рождения Абая Кунанбаева и приуроченная к 10-летию со дня открытия Казахского театра оперы и балета, стала новым словом в казахской музыке.
С 1961 заведовал отделом музыкального искусства Института литературы и искусства им. Ауэзова.
Автор книг, очерков и статей о казахской народной музыке.

Надгробный памятник над могилой Ахмета Жубана в Центральном кладбище в Алмате.

Умер 30 мая 1968 года в Алма-Ате. Похоронен на Центральном кладбище города Алма-Аты.

## Семья
- Жена: Науат
- Старший брат: Жубанов, Кудайберген Куанович

Дети:
- Жубанова, Газиза Ахметовна — композитор.
- Жубанов, Булат Ахметович — химик.
- Жубанова Роза Ахметовна — пианистка, педагог.
- Жубанов Каир Ахметович — химик.
- Жубанова Ажар Ахметовна — биохимик.

## Память
- Надгробный памятник А. К. Жубанову работы Е.Вучетича, мрамор, 1957 год.
- Улица в Алма-Ате с марта 1969 года.
- Музей в алматинской квартире где жил Жубанов, ул. Карасай батыра 61/67.
- Памятник Жубанову А. К. в г. Актюбинск, скульптор Сергебаев Е. А.
- По решению ЮНЕСКО 2006 год был объявлен годом Ахмета Жубанова, а 17 октября в штаб-квартире ЮНЕСКО в Париже состоялся торжественный вечер с участием ведущих мастеров искусств Казахстана.

- В честь Жубанова А. К. в Казахстане были выпущены почтовая марка и памятная монета.
- Средняя школа села Караколь (Мугалжарский район) носит имя Ахмета Жубанова
- Имя. А. К. Жубанова носит Актюбинский музыкальный колледж

## Фильмы
1. 2006 — «Ахмет Жубанов» (документальный фильм, режиссёр — Калила Умаров, «Казахфильм»)

## Произведения

### Оперы
- 1944 — «Абай» написал совместно c Латыфом Хамиди
- 1947 — «Тулеген Тохтаров» написал совместно с Латыфом Хамиди;

### Для оркестра
- 1940 — марш памяти Курмангазы (также для оркестра казахских инструментов)
- 1941 — поэма Абай (также для оркестра казахских народных инструментов)
- 1943 — Сюита на темы казахских народных песен
- 1944 — Увертюра-фантазия
- 1945 — Поэма о батыре Тулегене
- 1945 — Фантазия на темы оперы «Абай» (также для оркестра казахских народных инструментов)
- 1945 — для оркестра казахских инструментов — 4 сюиты
- 1945 — сюита (с пением) на темы казахских народных песен
- 1949 — Сюита на темы оперы «Тулеген Тохтаров»
- 1952 — 2 таджикские сюиты
- 1953 — казахская танцевальная сюита

### Для фортепиано
- 1941—1945 — казахские танцы
- 1943,1951 — таджикские танцы
- 1943 — казахский танец Саранжап
- 1943 — казахский танец Короглы

#### Обработка фортепианных произведений
- 2006—2016 — восемь казахских танцев
- 2006—2016 — десять таджикских танцев

### Для скрипки или кобыза и фортепиано
- 1945 — Ария

### Для кобыза и фортепиано
- 1951 — кюй
- 1951 — Весна
- 1952 — Пьеса на народную тему

### Для хора
- 4 песни (среди них, «Дайдидау» (обработка казахской народной песни), «Карлыгаш»)

### Для голоса и фортепиано
- песни
- музыка для театра и кино

### Литературные сочинения
- Казахский народный композитор Курмангазы. Жизнь и творчество. 1818—1893. — Кзыл-Орда, 1936;
- К вопросу о возникновении казахского музыкального жанра кюй. Историко-лингвистический очерк. — Кзыл-Орда, 1936;
- Жизнь и творчество казахских народных композиторов XIX начала XX в. (на казах. яз.). — Алма-Ата, 1950;
- Таджикские танцы. — Алма-Ата, 1955;
- Струны столетий. Очерки о жизни и творческой деятельности казахских народных композиторов. — Алма-Ата, 1958;
- Соловьи столетий (на казах. яз.). — Алма-Ата, 1963 (рус. пер. — Алма-Ата, 1967);
- Мукан Тулебаев. — Алма-Ата, 1963.